# بوریس چتروک
بوریس چتروک (روسی: Бори́с Евсе́евич Черто́к؛ انگلیسی: Boris Yevseyevich Chertok؛ ۱۴ مارس ۱۹۱۲–۱۴ دسامبر ۲۰۱۱) یک مهندس برق و طراح سیستم‌های کنترل در برنامه فضایی اتحاد جماهیر شوروی بود که بعداً در روسکوسموس روسیه مشغول به کار شد.